# Amore (cognome)
Amore è un cognome di lingua italiana.

## Varianti
Amoretti, Amori, D'Amore, D'Amuri.

## Origine e diffusione
Il cognome è tipicamente panitaliano.
Potrebbe derivare da un prenome o da un soprannome legato al termine amore. È affine ai cognomi Amabile, Amato, Amadori e Amoroso.

## Persone
- Eugenio Amore (1972) – giocatore di beach volley e pallavolista italiano
- Maria Teresa Amore (1933) – attrice italiana
- Nicola Amore (1828-1894) – avvocato e politico italiano